# 槍式核分裂武器

槍式核分裂武器示意圖

槍式核分裂武器是核裂變武器的一種，設計方案是通過「槍」的形式讓可裂變物質達到超臨界質量，利用常規炸藥將一塊次臨界物質射向另一塊可裂變物質從而使裂變物質達到臨界質量。雖然這有時被設想為二個次臨界半球形成一個超臨界球，觸發核裂變，但它通常是一個中空的「子彈」射向另一個實芯的可裂變物質。槍式這名字對應其像「槍」一樣發射可裂變物質。
因為這方案相對上較慢，鈈並不能用於此方案，除非它是非常純的鈈-239。生產無雜質的鈈是十分困難且不實用。槍式核分裂武器需要大量的鈾，所有它的整體效率相對上是較低的。主要原因是鈾金屬並沒有如內爆式設計一樣受到壓縮(密度上升)。相反，槍式設計通過安裝大量的鈾來達到超臨界質量，這使子中子必須經過的總距離的平均自由徑較長，大多數中子在超臨界質量消失前有更高的可能與鈾原子核碰撞。
槍型方案在四個已知的計劃上被採用。第一，是在日本廣島上空爆炸的小男孩原子彈和相同設計的40枚Mark 8與其替代品40枚Mark 11。Mark 8和Mark 11的設計都旨在用作透地炸彈(英語:Earth-penetrating bombs)(參見:掩體核炸彈 英語:Nuclear bunker buster)，槍式方案曾一度受到設計師的青睞，因為他們不太肯定早期的內爆式武器會在撞擊後是否會成功引爆。第二個項目是11英寸(280mm)糸列核火砲(英語:Nuclear artillery)砲彈W9 (核砲彈)和其衍生型號W19，加上供美國海軍戰艦用的W19 16英寸(406mm)重新封裝版本W23。第三個是8英寸(203mm)糸列砲彈W33。後來，是南非研發的基於槍式方案的6枚核彈和正在研究的基於相同基本設計的導彈彈頭(參見:南非和大規模殺傷性武器)。
目前並沒有已知的槍式核分裂武器服役，先進的核武器國家傾向採用內爆式武器、強化裂變武器(英語:Boosted fission weapons)和熱核武器。新的核武器國家往往只發展強化裂變武器和熱核武器。已知所有在以前製造的槍式核武器都已拆除。

## 小男孩原子彈

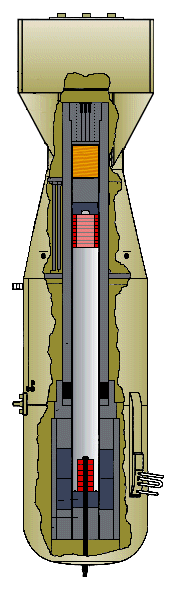
小男孩的內部結構。紅色的是鈾-235。

槍式大致就是在廣島上方爆炸的小男孩的工作原理，使用鈾-235為裂變材料。在小男孩的設計中，鈾-235「子彈」重約86磅(39kg)，長7英寸(17.8cm)，直徑為6.25英寸(15.9cm)。它由中空圓筒形的次臨界物質製成。「子彈」由線狀無煙火藥提供能量。鈾目標重約57.3磅(26kg)。「子彈」和目標都是由多個裂變材料環堆疊組成。
使用環形裂變材料有兩個好處，它讓更大的子彈可更好地保持在次臨界(中空柱形有助於防止材料與其他裂變材料接觸過多)，它也能在次臨界組件測試中使用相同的子彈，但只使用一個環來測試。
槍管內徑為6.5英寸(16.5cm)。長70.8英寸(1.8m)，可讓子彈在接觸目標之前加速至約1000 ft/s (300 m/s)。
當子彈距離目標9.8英寸(25cm)時，兩者的結合變得至關重要。這意味著一些自由中子可能會導致在兩者完全結合前發生鏈式反應。(參見:鏈式反應)
通常，連鎖反應需要不到1μs，這時間內子彈只移動0.3mm。雖然它在超臨界較低時鏈式反應較緩慢，但它仍在如此短的時間內發生，以至於子彈在那段時間內幾乎沒有移動。
這可能會導致提前爆炸(英語:Fizzle)，這是一種預爆，在產生更大的爆炸前將裂變材料炸開。因此，與此時的撞擊時間相比，重要的是保持自由中子的產生頻率較低。這也表示子彈的速度必須足夠高，其速度可以提升，但這需要更大和更重的槍管，或推進氣體有更高的壓力讓次臨界物質子彈加速。
在小男孩的例子中，鈾中20%的鈾-238每秒進行70次自發裂變。當可裂變物質處於超臨界狀態時，會有很高的概率爆炸，每次裂變平均產生2.52顆中子，每個中子產生另一個裂變的概率超過1:2.52。在兩者完全結合之前的1.35ms超臨界期間，裂變的概率有10%，發生提前引爆的機率較少。

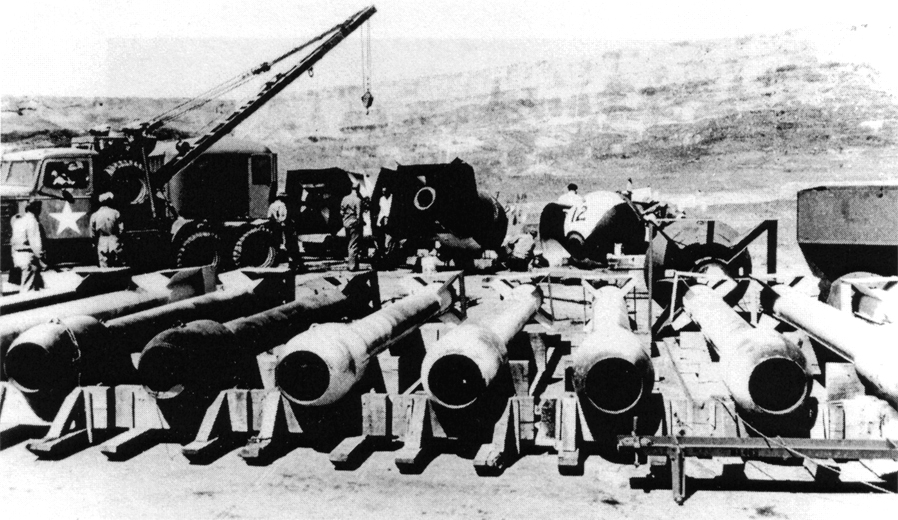
「瘦子」鈈槍式原子彈

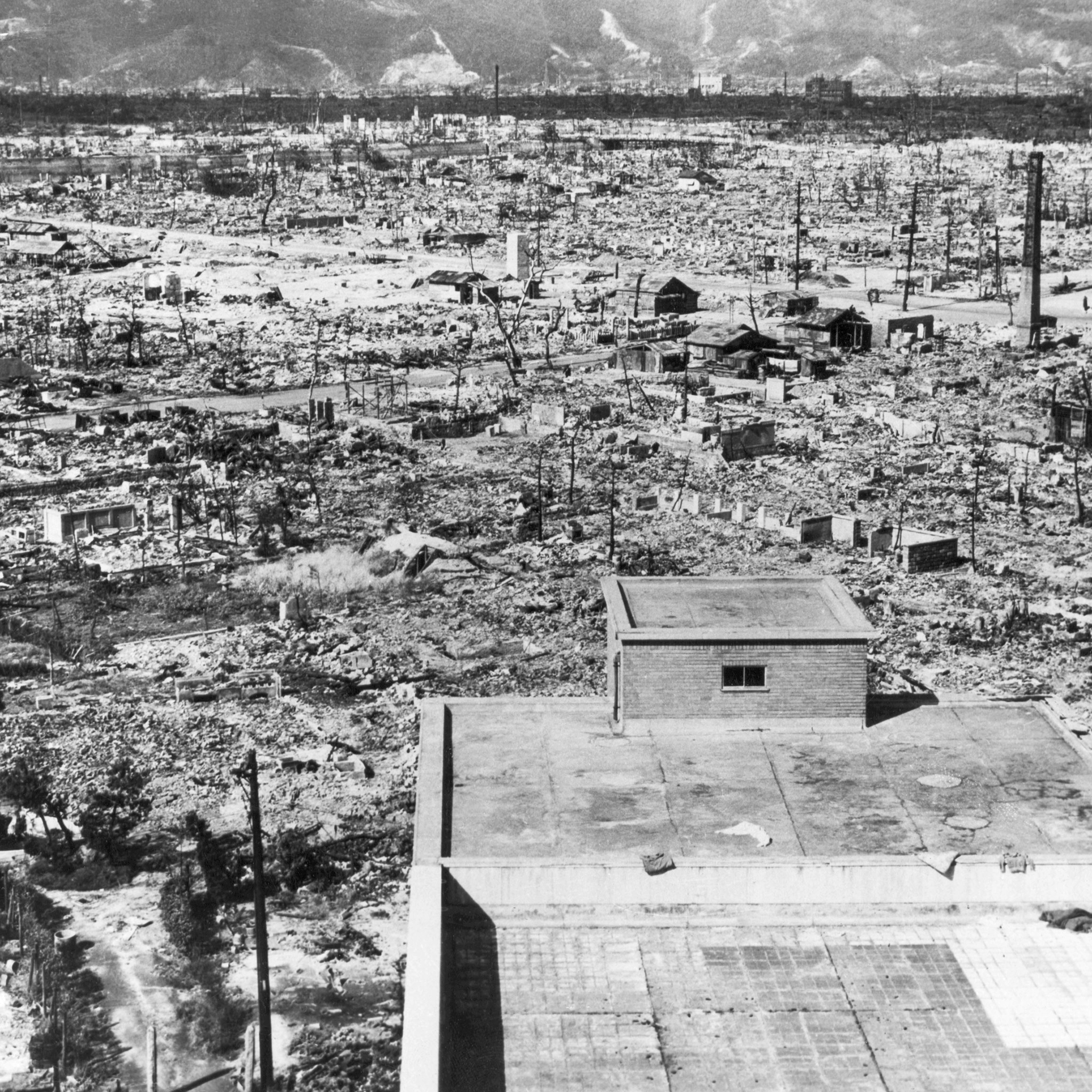
小男孩原子彈在廣島爆炸後的廢墟景象

最初，曼哈頓計劃聚焦在使用鈈作為裂變材料的槍式核分裂武器上，如瘦子。人們認為，如果可以製造鈈槍式原子彈，那麼相比之下，鈾槍式原子彈將很容易製造。然而，它在1944年4月被發現鈈增殖反應堆內的增殖鈈(鈈-239)被其他鈈的同位素(鈈-240)污染，它會增加裂變材料的自發裂變和中子釋放率，必定會發生預爆。所以，槍式原子彈只能使用高濃縮鈾作為裂變材料。
在發現瘦子計劃不會成功後，洛斯阿拉莫斯國家實驗室將焦點落於製造內爆式鈈原子彈︰胖子原子彈。槍式原子彈的研發完全轉移至製作鈾原子彈上。
小男孩原子彈的目標(「子彈」射向的裂變材料)次臨界物質被封閉在由碳化鎢(WC)製成的中子反射器中。中子反射器減少在鏈式反應期間逃逸的中子，因此能減少所需的鈾的量。一種更有效的中子反射器所用材料是鈹，但這直到戰後，物理學家Ted Taylor開發了一種被稱為「蝎子」(英語:Scorpion)的內爆設計時才為人所知。
設計「小男孩」的科學家對於他們的設計十分有信心，以至於它並沒有進行核試驗便投入實戰(一些科學家如路易斯·斯洛廷等對次臨界物質的進行了非破壞性的試驗，發生臨界事故，並於九天後逝世)。因為那裹的鈾-235僅足夠製造一顆原子彈，並沒有足夠的鈾-235多製造一顆原子彈進行試驗。儘管它並沒有進行試驗，但人們認為它發生故障，並被敵人取得的風險近乎零。因為提前爆炸會完全破壞原子彈，而「小男孩」設計中的多個冗餘使該原子彈在沒有引爆的情況下，撞落地面的可能性微乎其微。
為了使鏈式反應在正確的時刻能更快地啟動，使用了中子起爆器(英雄:Neutron initiator)。中子起爆器對於有效的槍式原子彈設計並不是必須的，只要使用「目標捕獲」(英語:Target capture)的設計(實際上，這設計是為了確保兩個次臨界物質，不會在爆炸前便分開)便可以。考慮到其中的鈾每秒進行70次自發裂變，這只會導致70分之幾秒的延遲，這對於整個過程並無關緊要。起爆器亦只是在設計後期才添加到小男孩中。

## 核擴散興恐怖主義
關於核擴散和核恐怖主義的風險，一個相對簡單的原子彈設計為人們所擔心，因為它的製造並不需要像其他設計一樣需要高深的工程或生產技術。只要有足夠的高濃縮鈾，任何技術不相對較成熟的國家或組織都可以製造效率低下(只是相比於其他核武器，但它的威力依然十分強大)的槍式原子彈。

## 槍式與內爆式的比較

槍式設計(上方)和內爆式設計(下方)

現時，技術先進的國家的槍式原子彈基本上都因它的效率和安全性而被淘汰。當內爆式技術成熟時，槍式設計便被美國拋棄，但是它仍被保留在核火砲的特殊作用上一段時間。其他擁有核武器的國家，如英國和蘇聯都沒有製造槍式原子彈的試驗品。除了槍式設計需要使用高濃縮的鈾-235外，該技術還有其他嚴重的局限性。內爆式比起槍式有更多合適的方法以減低其重量，與增加裂變材料進行裂變的比例。南非製造了約5個槍式原子彈，並沒有內爆式。其後她完全放棄了這核武器計劃。
槍式設計自身也有安全上的問題，例如，一個載有一定數量和特定形狀的裂變材料的武器本質上是危險的，這些裂變材料可以通過相對簡單的事故達到臨界質量。再者，如果它從飛機掉入海中，海水的中子慢化效應也會導致武器在沒有物理損傷的情況下達到臨界質量。這在內爆式上不會發生，因為在沒有正確引爆炸藥的情況下，通常沒有足夠的裂變材料來達到臨界質量。

## 核火砲

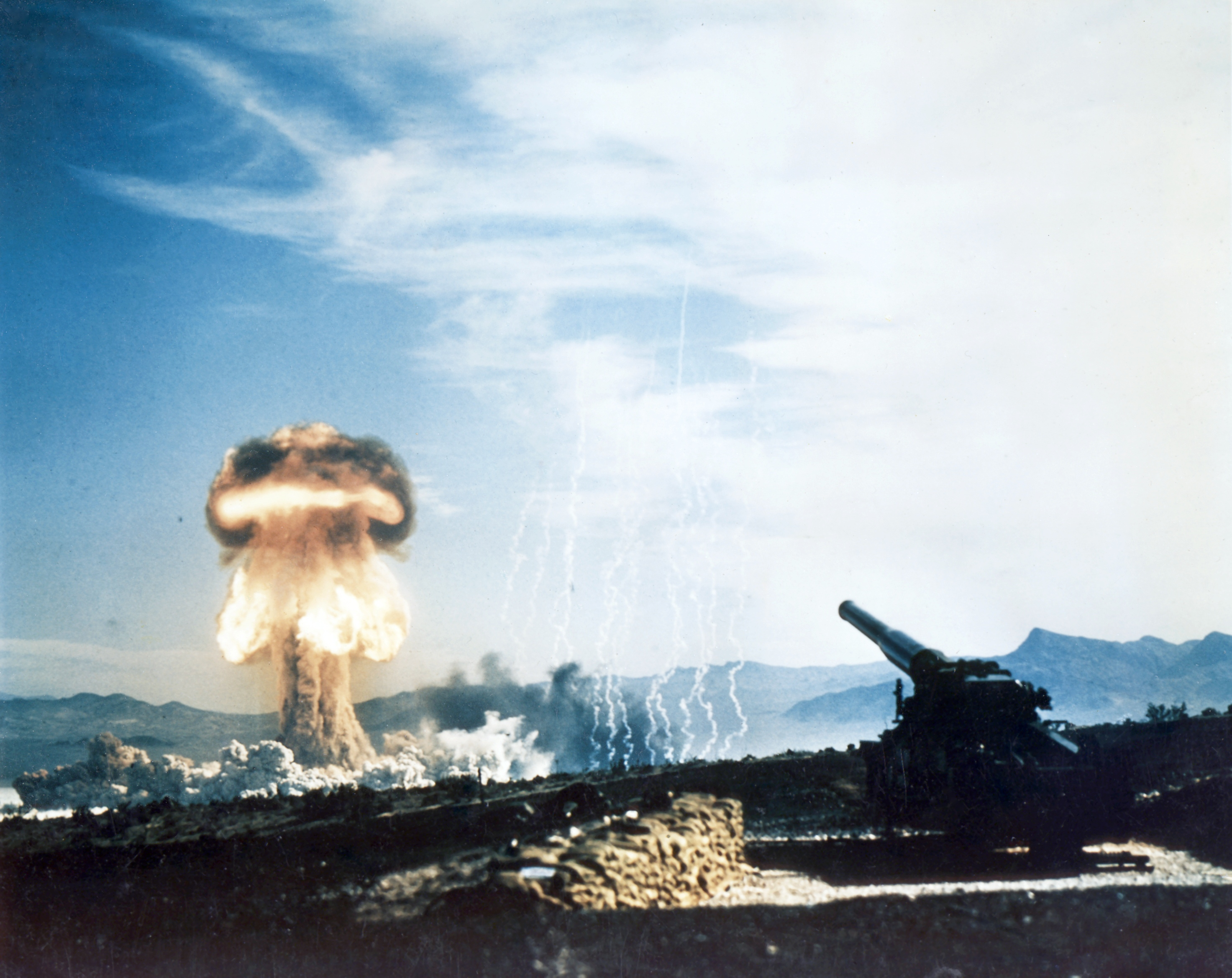
結果-節孔行動，1953年在內華達試驗場進行的槍式核砲彈試驗，圖片右下方為280mm火砲

槍式設計亦應用在美國的核火砲之中，因為槍式原子彈較簡單的設計可以更容易地設計，以承受火砲施加的高加速度和G力，此外，槍式原子彈直徑較少的設計相對容易安裝到現役砲彈上。
1953年5月25日，美國槍式核砲彈，W9，於內華達試驗場進行試驗。這是結果-節孔行動(英語：Operation Upshot-Knothole)的一部分，代號為Shot GRABLE，280mm的砲彈被發射至10,000米遠，並於離地160米爆炸，估計爆炸當量為15千噸。雖然W9的重量只是小男孩十分之一(W9 : 365 kg 小男孩:4000 kg )，但其爆炸當量大約和小男孩相同。W9長1,384mm。
這次是唯一在美國的核試驗計劃中實際發射的核砲彈(由火砲發射)。它由特製火砲M65原子炮發射。在1952-1953年期間生產了80枚砲彈，於1957年退役。
W19也是280mm槍式核砲彈，是W9的加長版。也是生產了80枚砲彈，於1963年退役。
W33更細小，8英吋(203mm)槍式核砲彈，它在1957年開始生產，服役至1992年。其中兩枚被試射（引爆，不是從火砲發射），一個懸掛在露天的氣球下引爆，一個在地下434米引爆。
其後的型號採用內爆式設計。

## 美國槍式核武器列表

### 原子彈
(武器名稱 服役年份)
- 小男孩，1945年-1951年
- 馬克2號，已取消
- 馬克8號 (掩體核炸彈（英语：Nuclear bunker buster）)，1952年-1957年
- 馬克10號，已取消
- 馬克11號 (掩體核炸彈（英语：Nuclear bunker buster）)，1956年-1960年

### 核火砲
- W9，1952年-1957年
- W19，1955年-1963年
- W23（英语：W23 (nuclear artillery shell)），1956年-1962年
- W33，1957年-1992年

### 其他
- T4-核子爆破武器（英语：T-4 Atomic Demolition Munition），1957年-1963年
- RGM-6巡航導彈用的W8，已取消